# Mount Tukotok
Mount Tukotok är ett berg i Antarktis. Det ligger i Östantarktis. Nya Zeeland gör anspråk på området. Toppen på Mount Tukotok är 2 540 meter över havet.
Terrängen runt Mount Tukotok är kuperad västerut, men österut är den platt. Trakten är obefolkad. Det finns inga samhällen i närheten.